# 烏澤拉甘
36°32′31″N 4°36′46″E / 36.54194°N 4.61278°E

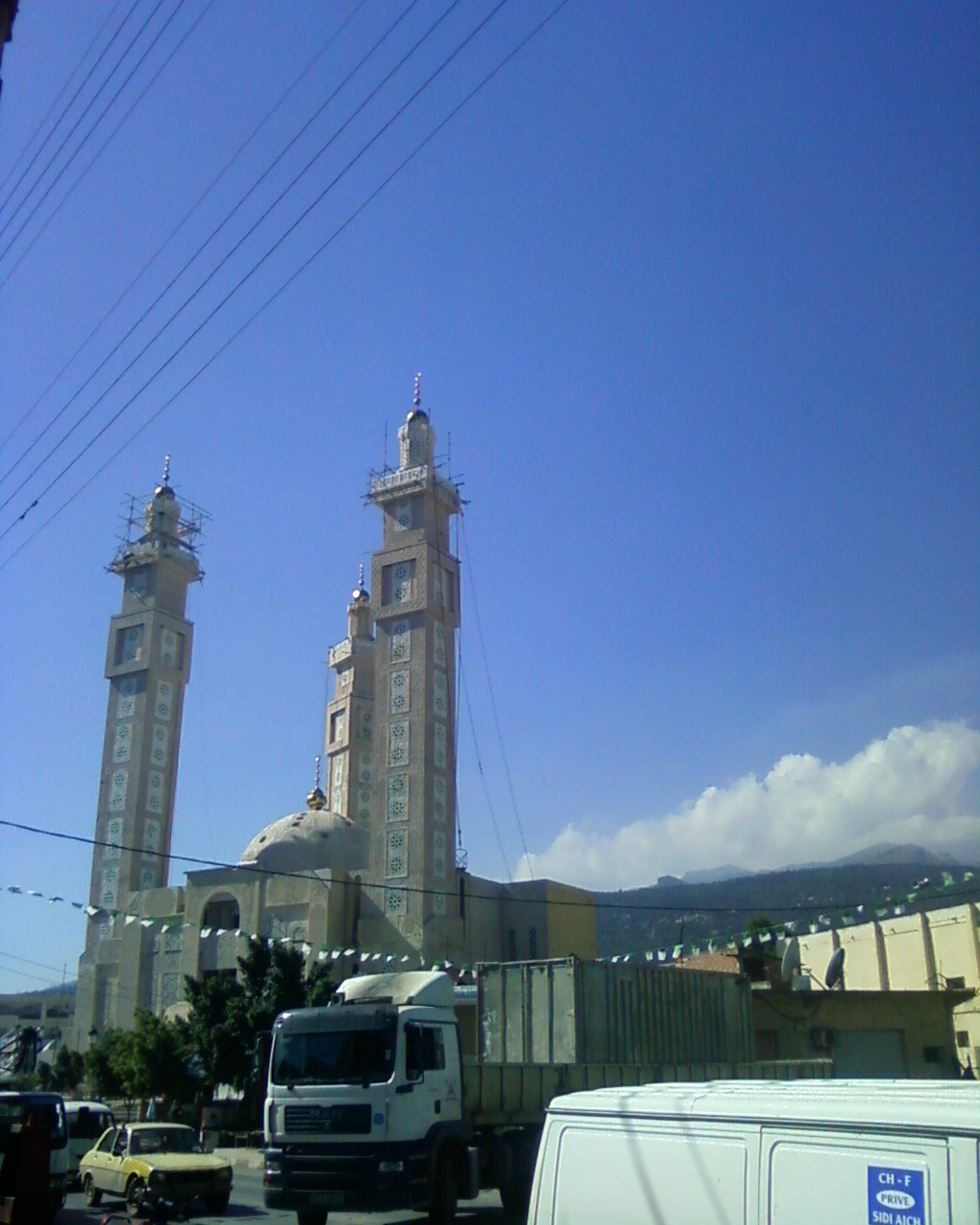
烏澤拉甘的清真寺

烏澤拉甘（阿拉伯语：‎），是阿爾及利亞的城鎮，位於該國北部，由貝賈亞省負責管轄，是烏澤拉甘區的首府，面積61平方公里，2008年人口22,719，人口密度每平方公里370人。